# Punta de la Senyora
La Punta de la Senyora és una muntanya de 262 metres que es troba al municipi de Flix, a la comarca catalana de la Ribera d'Ebre. Al cim podem trobar-hi un vèrtex geodèsic (referència 251131001).